# Çatalpınar (district)
Çatalpınar is een Turks district in de provincie Ordu en telt 16.259 inwoners (2007). Het district heeft een oppervlakte van 47,1 km². Hoofdplaats is Çatalpınar.
De bevolkingsontwikkeling van het district is weergegeven in onderstaande tabel.
| 1997   | 2000   | 2007   |
| ------ | ------ | ------ |
| 18.523 | 23.192 | 16.259 |